# Scirpus longii
Scirpus longii là loài thực vật có hoa trong họ Cói. Loài này được Fernald miêu tả khoa học đầu tiên năm 1911.